# Odivere
Odivere – wieś w Estonii, w prowincji Jõgeva, w gminie Saare.